# Веса, Вилье Матвеевич
Вилье Матвеевич Ве́са (31 марта 1912 — 1996) — советский актёр театра финского происхождения, боксёр. Заслуженный артист Карельской АССР (1969). Чемпион Карело-Финской ССР по боксу.

## Биография
Родился 31 марта 1912 г. в Канаде, провинция Онтарио. С юных лет стал заниматься спортом.
В книге «Sports pioneers» о финско-скандинавской федерации спорта в Канаде за 1906—1986 гг. Вилье Веса находится на первой строчке среди рекордсменов страны по толканию ядра.
В 1932 году вместе с семьёй эмигрировал в СССР.
С 1932 году работал на лесозаготовках в посёлке Луголамби.
В 1933 году поступил и в 1937 году закончил драматический техникум в Петрозаводске.
С 1937 году — артист финского драматического театра в Петрозаводске.
В 1938 году — грузчик конторы «Заготзерно» в Петрозаводске.
Стоял у истоков первой школы бокса в Карелии. В 1935 году выступал в составе сборной Карелии в Москве на первенстве ВЦСПС. Тяжеловес Вилье Веса уступил по очкам Николаю Беляеву и занял 3-е место.
В 1939—1940 годах — в Народной армии Финляндии, артист театра Народной армии.
В 1941 году — партизан-разведчик диверсионной группы особого назначения Карельского фронта. Осенью 1941 года попал в финский плен, где использовался на лесозаготовках и строительстве дорог.
В сентябре 1944 года передан Финляндией СССР, где в числе других военнопленных отправлен в лагерь в Сибири.
С 1944 года — грузчик лесосклада города Осинники. Переведён в спортивный лагерь в Ленинске-Кузнецком, участвовал в сборной команде Сибири в общесоюзных турнирах по боксу.
С 1946 года — артист Государственного финского театра в Петрозаводске.

## Известные работы в театре
- Хозяин «После бури» А. Тимонена
- Жемгулис «Клеменс» К. Сая
- Лундберг «Воскресший из мёртвых» М. Лассила
- Пиира «Убийство в Лапландии» К. Лоутонен
- Трошин «Дети Солнца» М. Горький

## Награды
- За доблестный труд в ознаменование (1970)
- 30 лет победы над Германией (1977)
- 60 лет Вооружённым силам СССР
- Ветеран труда (1981)
- Ветеран Карельского фронта (1978)
- Орден Отечественной войны II степени (1985)[3]
- Заслуженный артист Карельской АССР (1969)